# 尼基 (貝寧)
9°56′00″N 3°12′30″E / 9.93333°N 3.20833°E

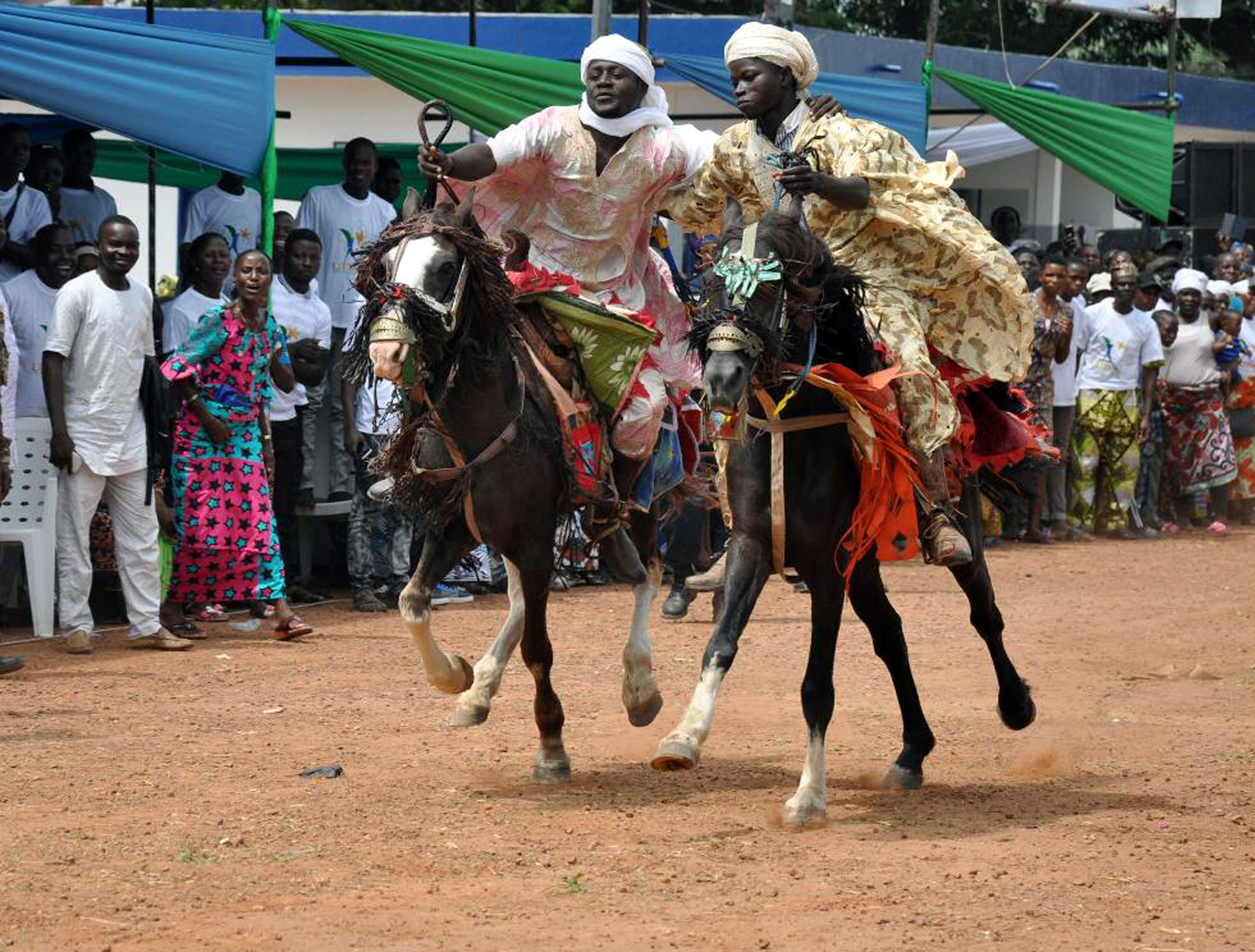

尼基（法語：Nikki）是貝寧的城鎮，位於該國東北部，由博爾古省負責管轄，面積3,171平方公里，海拔高度423米，2012年該城鎮人口69,970，人口密度每平方公里22人。